# Barely Legal (Banksy)
Barely Legal foi uma exposição do grafiteiro britânico Banksy, realizada em um galpão industrial em Los Angeles, Califórnia. A exibição gratuita ocorreu no final de semana de 16 de setembro de 2006. A exposição abordou problemas sociais, como a pobreza, ignorada pela maioria das pessoas. Uma das obras foi um elefante-indiano de 37 anos, pintado para combinar com o papel de parede do quarto em que foi colocado. O animal se refere à metáfora do elefante na sala de estar.
Nos Estados Unidos, o artista também foi a Disneylândia, em Anaheim, onde colocou uma figura vestida como prisioneira do campo de detenção da Baía de Guantánamo atrás de um dos brinquedos. Assim, pretendia chamar atenção para a situação no campo, onde vários meses antes três presos haviam cometido suicídio. Ela foi retirada, aproximadamente, 90 minutos depois. Um vídeo do artista colocando a figura no parque temático também pôde ser visto na exposição.